# Wallis Simpson
Wallis, Ducesă de Windsor (născută Bessie Wallis Warfield; 19 iunie 1896 – 24 aprilie 1986) a fost o celebritate mondenă americană care s-a căsătorit a treia oară cu Prințul Eduard, Duce de Windsor, fostul rege Eduard al VIII-lea al Regatului Unit. Tatăl său a fost Teackle Wallis Warfield, iar mama sa - Alice Montague. Primul soț a fost Earl Winfield Spencer Jr., un pilot din forțele aeronavale, de care a divorțat în 1927. Al doilea soț a fost Ernest Simpson cu care s-a căsătorit la Londra, la primăria din Chelsea, în 21 iulie 1928. A divorțat de Simpson în   mai 1937, pentru a se căsători la 3 iunie 1937 cu prințul Eduard, (la castelul Candé din Franța), care după abdicarea din 10 decembrie 1936 a căpătat titlul de duce de Windsor. 

## Tinerețea
S-a născut în Blue Ridge Summit, Pennsylvania, la 19 iunie 1896. A studiat la colegiul Oldfields School în Maryland, o instituție pentru fete din lumea bună. A fost confirmată  la 17 aprilie 1910 în Biserica Episcopală a lui Cristos ( engleză Christ Episcopal Church), Baltimore. S-a căsătorit cu pilotul Earl Winfield Spencer Jr. la 8 noiembrie 1916 (primul mariaj), însă a divorțat în 1927, din vina soțului care era alcoolic. În 1923 comandantul Spencer a fost trimis cu misiune în China, însă Wallis Spencer rămâne la Washington unde devine metresa ambasadorului italian, prințul Caetani, apoi a unui sud-american, Felipe Espil, prim-secretar al ambasadei Argentinei. Este angajată la Departamentul de Stat al SUA și este trimisă în China, unde ajunge la Hong Kong în noiembrie 1924, unde este așteptată de soțul său. Familia Spencer pleacă la Canton, apoi Wallis pleacă la Shanghai însoțită de soția unui amiral. La Shanghai va fi cunoscută ca amantă a contelui  Galeazzo Ciano, ginerele lui Mussolini. Wallis avortează și află, cu această ocazie că nu va mai putea avea copii (cf. Jean des Cars, op. cit.,p. 399).

## Calea spre titlul de ducesă de Windsor
Din China, Wallis Spencer se întoarce  în Statele Unite unde prin amici newyorkezi face cunoștință cu Ernest Aldrich Simpson, un anglo-american, intermediar în comerțul maritim, care urmează să se stabilească la Londra. Ernest Simpson divorțează de prima soție și se căsătorește la Londra cu Wallis în 1928. Thelma, Lady Furness, amanta lui Eduard, prinț de Walles a prezentat-o pe Wallis lui Eduard în 10 ianuarie 1931. După decesul regelui George al V-lea în 1936, prințul de Wales a devenit regele Eduard al VIII-lea. Wallis Simpson devine metresa regelui Eduard; în vara anului 1936, regele Eduard și Wallis efectuează o croazieră pe Marea Mediterană, urmată de o călătorie în Bulgaria și Austria. Wallis Simpson divorțează în 1937. Regele Eduard a decis să abdice în 10 decembrie 1936, pentru a se putea căsători cu "femeia pe care o iubește", succesorul său fiind George al VI-lea, fratele său. Noul rege îi acordă lui Eduard titlul de Duce de Windsor. Mariajul ducelui de Windsor cu Wallis are loc la 3 iunie 1937, la castelul Candé (Indre-et-Loire) în Franța și Wallis devine ducesă de Windsor. Regele George al VI-lea refuză să-i acorde ducesei titlul de Alteță Regală. 